# Horst Nickel (Biathlet)
Horst Nickel (* 4. März 1934 in Oberhof; † 10. Februar 2023 in Meiningen) war ein deutscher Biathlet.
Horst Nickel gehörte in der Anfangsphase des Biathlonsports in Deutschland zu den bedeutendsten Protagonisten. Als der Sport 1960 erstmals olympisch wurde, vertrat der Sportler vom ASK Vorwärts Oberhof in Squaw Valley mit drei seiner Vereinskameraden Deutschland als Teil der gesamtdeutschen Mannschaft. Mit acht Schießfehlern und damit 16 Strafminuten wurde Nickel 17. von 30 Startern. Im Jahr darauf nahm er in Umeå an der Biathlon-Weltmeisterschaft 1961 teil und belegte den 22. Platz. 1962 kam in Hämeenlinna ein 17. Platz bei 40 Teilnehmern hinzu.